# Franconia (personificación)

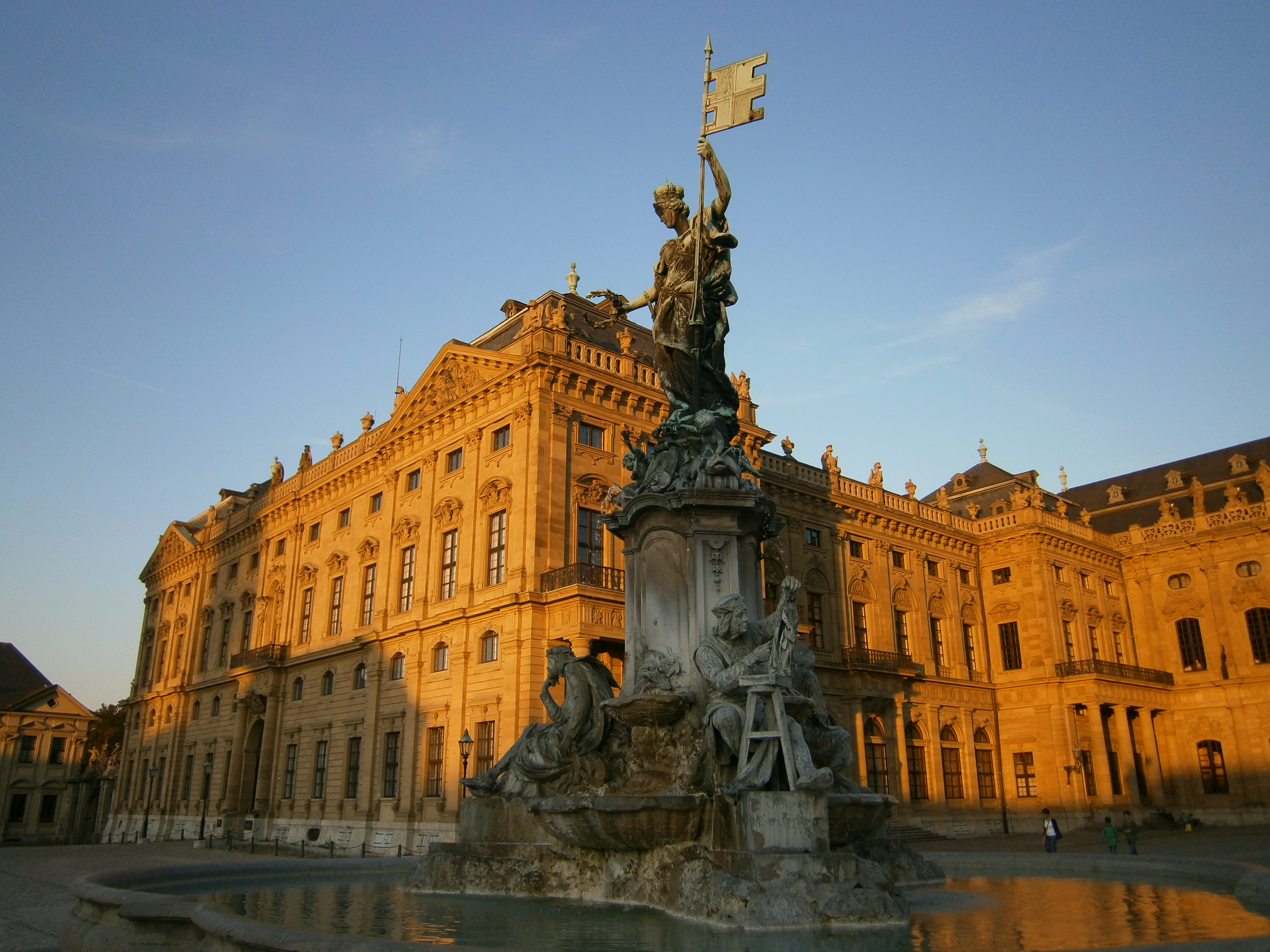
Franconia sobre la fuente de Franconia o Frankoniabrunnen.

Franconia es la personificación de la región de Franconia, similar a las personificaciones de Bavaria y Borussia que representan a Baviera y Prusia respectivamente. 
Una importante representación de Franconia hecha en 1894 es la que está sobre la Fuente de Franconia frente a la Residencia de Wurzburgo. La escultura muestra a una mujer ataviada con una armadura y vestimenta de guerra. En su cabeza porta una corona ducal y en su mano izquierda porta el Rennfähnlein (el estandarte del Obispado de Wurzburgo) y en su izquierda porta una corona de laurel. 
En la fuente de cuatro salidas (Vierröhrenbrunnen) de Wurzburgo se levanta otra estatua de Franconia esculpida por Balthasar Neumann junto con Jacob von der Auvera y Johann Peter Wagner que se estrenaría echando agua por primera vez el 23 de agosto de 1733 y terminada finalmente en 1766 sobre el obelisco se alza Fraconia con la espada ducal y el estandarte de Wurzburgo. En cada esquina del obelisco aparecen las cuatro virtudes llamadas Fortitudo, Prudentia, Temperantia y Justitia. El canal de agua que abastecía a la fuente era de agua dulce siendo la primera vez que se abastecía a la ciudad con una fuente de agua potable.